# Zethesides haesitans
Zethesides haesitans là một loài bướm đêm trong họ Noctuidae.